# Monarca d'Ua Pou
El monarca d'Ua Pou ( Pomarea mira) és un ocell de la família dels monàrquids (Monarchidae).

## Hàbitat i distribució
Habita els boscos de l'illa d'Ua Pou, a les Marqueses.

## Taxonomia
Antany considerada una subespècie de Pomarea mendozae. Actualment es considera una espècie de ple dret seguint Cibois et al. (2004).,